# Puente Centenario

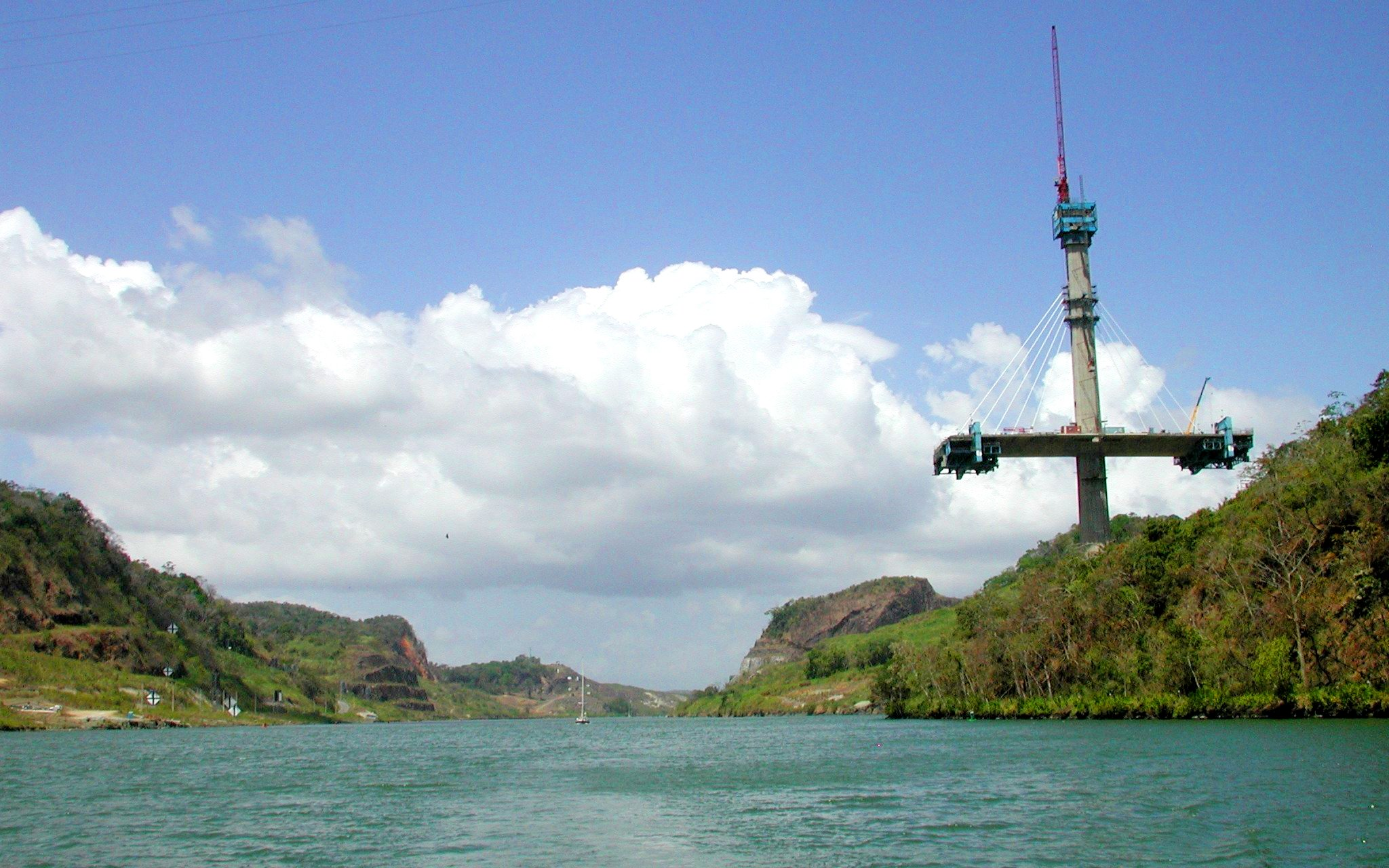
Rozestavěný most

Puente Centenario (španělsky „Most století“) je silniční most v Panamě, který překonová Panamský průplav. Byl otevřen 15. srpna 2004, přesně devadesát let od otevření průplavu. Název mostu ovšem odkazuje na sté výročí vyhlášení nezávislosti Panamy na Kolumbii v roce 1903. Nachází se na pomezí provincií Panama a Západní Panama, zhruba 15 kilometrů od hlavního města. Jeho význam přesahuje lokální měřítko, neboť spojuje pevninu Střední a Jižní Ameriky uměle přerušenou právě průplavem. Důvodem jeho výstavby bylo odlehčení dopravy na mostě Puente de las Américas, dnes přes něj vede hlavní trasa Panamericany. Třetím mostem přes průplav je Puente Atlántico dokončený v roce 2019, který se nachází při městě Colón na severu průplavu.
Jedná se o zavěšený most, přes který vede dálnice o šesti jízdních pruzích (po třech v každém směru jízdy). Šířka mostu je 34 metrů, most je dlouhý 1 052 metrů, rozpětí mezi pylony je 420 metrů. Výška pylonů je 184 m. Mezi vodní hladinou a spodní hranou mostovky je 80 metrů. Ocelová lana mají průměr 0,6 palce.